# Lâm Hữu Xương
Lâm Hữu Xương (tiếng Trung: 林右昌; bính âm: Lín Yòuchāng; sinh ngày 10 tháng 3 năm 1971) là một chính trị gia người Đài Loan. Ông từng là Bộ trưởng Bộ Nội chính từ đầu năm 2023 tới tháng 5 năm 2024.